# Russell County (Kansas)
Russell County ist ein County im Bundesstaat Kansas der Vereinigten Staaten. Der Verwaltungssitz (County Seat) ist Russell. Das U.S. Census Bureau hat bei der Volkszählung 2020 eine Einwohnerzahl von 6691 ermittelt.

## Geographie
Das County liegt etwas nordwestlich des geographischen Zentrums von Kansas und hat eine Fläche von 2328 Quadratkilometern, wovon 37 Quadratkilometer Wasserfläche sind. Es grenzt im Uhrzeigersinn an folgende Countys: Osborne County, Lincoln County, Ellsworth County, Barton County, Rush County und Ellis County.

## Geschichte
Russell County wurde am 26. Februar 1867 gebildet. Benannt wurde es nach Alva P. Russell, einem Offizier im Amerikanischen Bürgerkrieg.
19 Bauwerke und Stätten des Countys sind im National Register of Historic Places eingetragen (Stand 30. August 2017).

## Demografische Daten

Alterspyramide des Russell Countys (Stand: 2000)

Nach der Volkszählung im Jahr 2000 lebten im Russell County 7370 Menschen. Davon wohnten 209 Personen in Sammelunterkünften, die anderen Einwohner lebten in 3207 Haushalten und 2020 Familien im Russell County. Die Bevölkerungsdichte betrug 3 Einwohner pro Quadratkilometer. Ethnisch betrachtet setzte sich die Bevölkerung zusammen aus 97,58 Prozent Weißen, 0,50 Prozent Afroamerikanern, 0,56 Prozent amerikanischen Ureinwohnern, 0,33 Prozent Asiaten, 0,01 Prozent Bewohnern aus dem pazifischen Inselraum und 0,27 Prozent aus anderen ethnischen Gruppen; 0,75 Prozent stammten von zwei oder mehr Ethnien ab. 0,91 Prozent der Bevölkerung waren spanischer oder lateinamerikanischer Abstammung.
Von den 3207 Haushalten hatten 25,4 Prozent Kinder unter 18 Jahren, die mit ihnen gemeinsam lebten. 53,4 Prozent waren verheiratete, zusammenlebende Paare, 7,1 Prozent waren allein erziehende Mütter und 37,0 Prozent waren keine Familien. 32,8 Prozent aller Haushalte waren Singlehaushalte und in 16,8 Prozent lebten Menschen mit 65 Jahren oder darüber. Die Durchschnittshaushaltsgröße betrug 2,23 und die durchschnittliche Familiengröße betrug 2,83 Personen.
22,4 Prozent der Bevölkerung waren unter 18 Jahre alt. 5,8 Prozent zwischen 18 und 24 Jahre, 23,3 Prozent zwischen 25 und 44 Jahre, 24,3 Prozent zwischen 45 und 64 Jahre und 24,1 Prozent waren 65 Jahre alt oder älter. Das Durchschnittsalter betrug 44 Jahre. Auf 100 weibliche Personen kamen 92,5 männliche Personen. Auf 100 erwachsene Frauen ab 18 Jahren kamen 88,7 Männer.
Das jährliche Durchschnittseinkommen eines Haushalts betrug 29.284 USD, das Durchschnittseinkommen einer Familie betrug 40.355 USD. Männer hatten ein Durchschnittseinkommen von 25.916 USD, Frauen 17.957 USD. Das Prokopfeinkommen betrug 17.073 USD. 9,1 Prozent der Familien und 12,0 Prozent der Bevölkerung lebten unterhalb der Armutsgrenze.

## Orte im County
- Balta
- Bunker Hill
- Dorrance
- Fairport
- Gorham
- Homer
- Lucas
- Luray
- Milberger
- Paradise
- Russell
- Waldo

Townships
- Big Creek Township
- Center Township
- Fairfield Township
- Fairview Township
- Grant Township
- Lincoln Township
- Luray Township
- Paradise Township
- Plymouth Township
- Russell Township
- Waldo Township
- Winterset Township